# Georg Steinhauser
Georg Steinhauser (Lindenberg im Allgäu, 21 ottobre 2001) è un ciclista su strada tedesco che corre per il team EF Education-EasyPost.
In carriera ha vinto una tappa al Giro d'Italia

## Biografia
È il figlio di Tobias Steinhauser e il nipote di Jan Ullrich, entrambi ex ciclisti di livello internazionale.

## Palmarès

### Strada
- 2019 (Juniores, tre vittorie)

4ª tappa Ain Bugey Valromey Tour (Artemare > Hauteville-Lompnes)
Classifica generale Ain Bugey Valromey Tour
2ª tappa Oberösterreich Juniorenrundfahrt (Rohrbach-Berg > Rohrbach-Berg)
- 2021 (Tirol KTM Cycling Team, una vittoria)

3ª tappa Giro della Valle d'Aosta (Fénis > Cogne)
- 2024 (EF Education-Easy Post, una vittoria)

17ª tappa Giro d'Italia (Selva di Val Gardena > Passo Brocon)

#### Altri successi
- 2019 (Juniores)

3ª tappa - parte b LVM Saarland Trofeo (Bitche > Reinheim, cronosquadre)
Classifica scalatori LVM Saarland Trofeo
- 2021 (Tirol KTM Cycling Team)

57. Gippinger Radsporttage
Classifica giovani Tour de Bulgarie
- 2022 (EF Education - EasyPost)

5ª tappa Tour de l'Avenir (Gueugnon > Saint Vallier, cronosquadre)
- 2023 (EF Education-EasyPost)

Classifica giovani Route d'Occitanie

## Piazzamenti

### Grandi Giri
- Giro d'Italia

2024: 33º
2025: 74º

### Classiche monumento
- Giro di Lombardia

2024: ritirato

### Competizioni mondiali
- Campionati del mondo

Yorkshire 2019 - In linea Junior: 18º
Zurigo 2024 - In linea Elite: 50º

### Competizioni europee
- Campionati europei

Trento 2021 - In linea Elite: ritirato